# Pont des Amériques
Pour l’article homonyme, voir Pont des Amériques (homonymie).
Le Pont des Amériques (espagnol : Puente de las Américas), connu d'abord sous le nom de Thatcher Ferry Bridge, est un pont routier du Panama, au-dessus de l'entrée côté Pacifique du canal de Panama. Construit en 1962, il coûta vingt millions de dollars et était le seul pont permanent connectant l'Amérique du Nord et du Sud jusqu'à l'ouverture du Pont Centenaire en 2004.

## Description
Le pont surplombe le canal de Panama au niveau de l'approche Pacifique, à Balboa, près de la ville de Panama. Il a été construit entre 1959 et 1962 par les États-Unis.
Il s'agit d'un pont en arc à treillis, d'une longueur de 1 654 mètres en quatorze tronçons. Le tronçon principal mesure 344 mètres. Le plus haut point se trouve à 117 mètres au-dessus du niveau moyen de la mer. L'espace disponible sous le pont est de 61,3 m à marée basse. De larges rampes d'accès se trouvent à l'entrée et des passages piétons de chaque côté.
Depuis son ouverture en 1962 jusqu'à l'ouverture du Pont Centenaire en 2004, il faisait partie de la route panaméricaine en tant que croisement permanent au-dessus du canal depuis l'ouverture de celui-ci en 1914. Deux ponts pivotants se trouvaient intégrés dans les écluses de Gatún et Miraflores mais ne pouvaient être utilisés que pendant la fermeture des écluses, ce qui limitait considérablement leur capacité.

## Histoire

### Le besoin d'un pont
Depuis le début du projet français de construction du canal, il était évident que les villes de Colón et de Panama allaient être séparées du reste de la république par le canal. Durant la construction du canal, il fallut employer des barges pour transporter les ouvriers.
Une fois le canal ouvert, l'accroissement du nombre de voitures et la construction d'une nouvelle route entre Chiriquí et l'ouest du Panama accrurent le besoin d'un moyen de croisement. En août 1931, deux ferrys supplémentaires furent mis en service, le Presidente Amador et le President Washington. En août 1940, d'autres barges sont mises en service pour les militaires.
Le 3 juin 1942, un nouveau pont pivotant est inauguré aux écluses de Miraflores ; bien qu'il ne puisse être utilisé qu'en l'absence de trafic maritime, il pouvait soulager un peu du trafic destiné aux ferrys. Un nouveau ferry entre en service en novembre 1942, le Presidente Porras.

### Projet
L'idée d'un pont permanent au-dessus du canal a été proposée dès 1923. Les administrations successives du canal en référèrent aux États-Unis qui contrôlaient la zone du canal ; en 1955, les États-Unis s'engagent à construire un tel pont de par le traité Remón-Eisenhower.
John F. Beasly & Company remporta un contrat de vingt millions de dollars et commença le projet le 23 décembre 1958, lors d'une cérémonie en la présence de l'ambassadeur des États-Unis Julian Harrington et du président panaméen Ernesto de la Guardia Navarro. La construction proprement dite commença le 12 octobre 1959 et prit près deux ans et demi.
L'inauguration eut lieu le 12 octobre 1962 en grande pompe. La journée commença par un concert de groupes américains et de la garde nationale panaméenne. Suivirent des discours, prières, concerts, et les hymnes nationaux des deux pays. Le ruban fut coupé par Maurice H. Thatcher, après quoi l'assistance put traverser le pont.

### Après la construction
Une fois ouvert, le pont devint partie intégrante de la route panaméricaine et transporta environ 9 500 véhicules par jour, mais le trafic atteint 35 000 véhicules quotidiens en 2004, devenant un goulot d'étranglement sur la voie. Le Pont Centenaire fut ainsi construit et la route panaméricaine fut redirigée sur ce dernier.